# Listă de monumente din județul Brăila

## Brăila
- Orologiul din Piața Traian, municipiul Brăila, ridicat pe cheltuiala lui P. Naum Petru, în 1909 -
- Casa otomană -
- Catacombele Brăilei -
- Hrubele Brăilei -

## În restul județului
- Conacul Orezeanu din localitatea Traian -    Arhivat în 8 octombrie 2010, la Wayback Machine.